# Brasilianische Großaugenfledermaus
Die Brasilianische Großaugenfledermaus (Chiroderma doriae) ist eine Fledermausart aus der Familie der Blattnasen (Phyllostomidae), welche in Südamerika beheimatet ist.
Der Gattungsname Chiroderma leitet sich von den griechischen Wörtern für Hand und Haut ab, während der Erstbeschreiber Oldfield Thomas den Artnamen seinem Kollegen Marquis Giacomo Doria widmete.

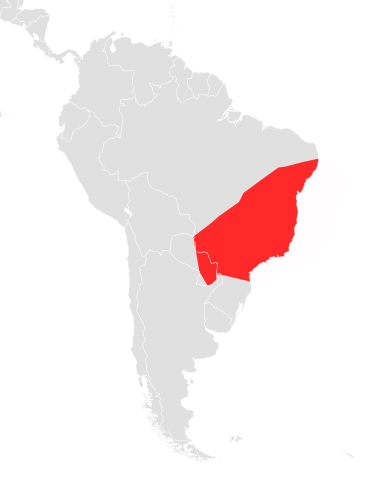
Verbreitungsgebiet der Brasilianischen Großaugenfledermaus

## Beschreibung
Die Brasilianische Großaugenfledermaus ist mit einer Gesamtlänge von 69 bis 78,5 mm und einem Gewicht von durchschnittlich 30 g die zweitgrößte Art der Gattung Chiroderma, welche insgesamt fünf Arten umfasst. Einzig Chiroderma improvisum ist größer. Die Nasenknochen der Gattung Chiroderma sind reduziert, was jedoch bei lebenden Tieren von außen nicht sichtbar ist.
Die Fellfarbe von Chiroderma doriae ist grau-braun bis rötlich braun mit einem hellen Streifen auf dem Rücken und jeweils einem weißen Streifen über und unter dem Auge. Die Ohren weisen einen gelblichen Rand auf. Wie die meisten Vertreter der Blattnasen besitzt auch diese Art ein auffälliges Nasenblatt.

## Lebensweise
Über die Lebensweise dieser Art ist nur wenig bekannt. Man geht davon aus, dass sie auf Feigen spezialisiert ist und daher als Samenverbreiter einen wertvollen Beitrag zur Wiederaufforstung von Wäldern leistet. Jedoch sind Chiroderma doriae und Chiroderma villosum die einzigen feigenfressenden Fledermausarten, welche die Samen der Feigen zerkauen, um an die Nährstoffe zu kommen, was den Effekt der Samenverbreiter vermindert. Wie die meisten früchtefressenden Fledermäuse hat auch diese Art ein schnelles Verdauungssystem. Im Schnitt verbleibt die Nahrung nur 14 Minuten im Verdauungstrakt, bevor unverdauliche Bestandteile ausgeschieden werden.
Die Brasilianische Großaugenfledermaus kommt in primären und sekundären Regenwäldern vor. Beobachtungen in durch den Menschen beeinträchtigen Lebensräumen sind selten und beschränken sich auf Rio de Janeiro. Meist wird die Art in der Nähe von fruchtenden Feigenbäumen zusammen mit Chiroderma villosum, Artibeus planirostris, Artibeus lituratus, Platyrrhinus lineatus und Sturnira lilium gefangen.
Die Brasilianische Großaugenfledermaus ist die ganze Nacht hindurch aktiv, wird aber meistens nach Mitternacht gefangen.

## Verbreitung und Lebensraum
Die Art ist im Süd-Westen Brasiliens und in Paraguay beheimatet. Ihr Bestand wird von der IUCN dank der weiten Verbreitung als ungefährdet eingestuft. Diese Fledermaus lebt im Flachland und in Gebirgen bis 1200 Meter Höhe.